# Esrom (ost)
Esrom ost er en dansk fisket ost fremstillet af komælk. Det er en halvfast skæreost fremstillet med løbe. Esrom har sin oprindelse på Esrum Kloster i Nordsjælland fra før Reformationen, men har ligheder med bl.a. den franske Saint Paulin. Det danske navn blev slået fast ved Stresa-konventionen i 1952. Den blev fremstillet på Statens Forsøgsmejeri i Hillerød fra 1937-1991. Den er BGB-centificeret i 1996.